# Calicalicus madagascariensis
Calicalicus madagascariensis là một loài chim trong họ Vangidae.